# Криптогами
Криптогами (з грец. kryptos — прихований, таємний, gamein — одружуватися, запліднювати) — таємношлюбні — нижча із двох груп, на які розподілив рослини Карл Лінней. Криптогами не мають справжніх квіток із тичинками і маточками, розмножуються за допомогою спор. Криптогами включають водорості, а також мохоподібні, деякі судинні руслини: хвощі, папороті) та гриби (у тому числі й лишайники). Інша назва — таємношлюбні рослини. Квіткові рослини з явними органами статевого розвитку називають фанерогами.